# Соні Норде
Соні Норде (фр. Sony Nordé; нар. 27 липня 1989, Гранд'Ансе) — гаїтянський футболіст, півзахисник клубу «Малут Юнайтед».
Виступав, зокрема, за клуб «Бока Хуніорс», а також національну збірну Гаїті.

## Клубна кар'єра
Народився 27 липня 1989 року в департаменті Гранд'Ансе. Вихованець футбольної школи клубу «Бока Хуніорс». Дорослу футбольну кар'єру розпочав 2009 року в основній команді того ж клубу, але в клубі не закріпився і кінцівку сезону перебував в оренді мексиканського клубу «Сан-Луїс».
До складу «Бока Хуніорс» повернувся 2010 року. Цього разу відіграв за команду з Буенос-Айреса наступний сезон своєї ігрової кар'єри.
Згодом з 2012 по 2016 рік грав у складі команд мексиканського клубу «Альтаміра», бангладеських «Шейх Руссель» і «Шейх Джамал»,  індійських «Мумбаї Сіті» та «Мохун Баган».
До складу клубу «Мумбаї Сіті» повертався двічі з оренди в 2015 та 2016 роках.
17 липня 2018 року Соні перейшов до азербайджанського клубу «Зіра».
З 2020 по 2024 роки Норде виступав у складі малайзійських команд «Малакка Юнайтед», «Теренггану» та «Кедах Дарул Аман».
З січня 2025 року захищає кольори індонезійського клубу «Малут Юнайтед».

## Виступи за збірні
2011 року залучався до складу молодіжної збірної Гаїті. На молодіжному рівні зіграв у 3 офіційних матчах, забив 1 гол.
2007 року дебютував в офіційних матчах у складі національної збірної Гаїті. Наразі провів у формі головної команди країни 23 матчі, забивши 2 голи.
У складі збірної був учасником розіграшу Золотого кубка КОНКАКАФ 2015 року в США і Канаді, розіграшу Кубка Америки 2016 року в США.

## Титули і досягнення

### Клубні
- «Шейх Руссель»

Чемпіон Бангладеш (1): 2013
- «Шейх Жамаль»

Чемпіон Бангладеш (1): 2014
- «Мохун Баган»

Чемпіон Індії (1): 2014-15
Володар Кубка Федерації (1): 2016